# 程湜
程湜字栏止，原籍江南歙县，清康熙三十三年甲戌科（1694年）进士3甲第22名。任黄县知县。
程湜是岑山渡程氏家族的成员，原籍江南徽州府歙县岑山渡，世代在扬州经营盐业，寄籍仪征。